# 沟纹拟盲蟹
沟纹拟盲蟹（学名：Typhlocarcinops canaliculata）为长脚蟹科拟盲蟹属的动物。分布于日本、暹罗湾以及中国大陆的福建、山东等地，多栖息于海水。